# 俞涉
俞涉為歷史小說《三國演義》中的虛構人物。根據《三國演義》中的描寫，俞涉是袁術部下將領。在各諸侯起兵討伐董卓時，俞涉與董卓軍將領華雄交戰，被華雄斬殺。

## 《三國演義》中相關段落：
忽探子來報：“華雄引鐵騎下關，用長竿挑著孫太守赤帻，來寨前大罵搦戰。”紹曰：“誰敢去戰？”袁術背後轉出骁將俞涉曰：“小將願往。”紹喜，便著俞涉出馬。即時報來：“俞涉與華雄戰不三合，被華雄斬了。”衆大驚。